# 弗朗索瓦-亨利·皮诺
弗朗索瓦-亨利·皮诺（法語：François-Henri Pinault，1962年5月28日—），法国开云集团董事长和CEO。

## 生平
1962年出生于法国雷恩，曾在2013年贈送圆明园十二生肖兽首铜像中的鼠首和兔首给中華人民共和國。他于1987年加入开云集团。

## 财富
福布斯杂志估计，截至2013年3月，他们家族所拥有的资产大约为150亿美元。